# Heckmann Island
Heckmann Island ist die größte Insel der Thorfinnøyane vor der Mawson-Küste des ostantarktischen Mac-Robertson-Lands. Sie liegt 11 km nördlich des Byrd Head im östlichen Teil dieser zum Colbeck-Archipel gehörenden Inselgruppe.
Norwegische Kartografen kartierten sie anhand von Luftaufnahmen, die bei der Lars-Christensen-Expedition 1936/37 entstanden. Das Antarctic Names Committee of Australia benannte sie nach B. Heckmann, Erster Offizier an Bord des Forschungsschiffs Nella Dan bei einer 1965 durchgeführten Kampagne im Rahmen der Australian National Antarctic Research Expeditions.